# Roberto Custódio
Roberto Custodio (Rio de Janeiro, ) é um pugilista brasileiro.
Nascido no Complexo da Maré, favela da zona norte do Rio de Janeiro, iniciou sua trajetória no esporte aos 14 anos, graças ao trabalho da ONG Luta pela Paz, que lhe deu apoio quando viveu um verdadeiro drama familiar: seu pai, motorista de ônibus, foi morto a tiros pelo tráfico de drogas.
Foi medalhista de ouro no Campeonato Pan-Americano de Boxe de 2013, disputado no Chile (categoria até 69 kg).